# Thérèse Naomie Yumba
Thérèse Naomie Yumba est une boxeuse congolaise née le 26 juin 1999.

## Carrière
Aux Jeux africains de Rabat en 2019, elle remporte la médaille de bronze dans la catégorie des moins de 60 kg.
Elle obtient la médaille de bronze dans la catégorie des moins de 63 kg aux Championnats d'Afrique de boxe amateur 2022 à Maputo.